# Karadigudda, Devadurga
Karadigudda là một làng thuộc tehsil Devadurga, huyện Raichur, bang Karnataka, Ấn Độ.